# Michael Doohan
Michael "Mick" Sydney Doohan (Brisbane, 4 de junho de 1965) é um ex-campeão mundial de motociclismo australiano, na categoria 500 cilindradas, onde ganhou por cinco vezes consecutivas o campeonato mundial, tendo seu recorde igualado em 2005 por Valentino Rossi (que ganhou um título nas 500cc e sete títulos no MotoGP) sendo superado somente por Giacomo Agostini, Valentino Rossi e Marc Márquez em números de títulos. Ele foi considerado como um dos melhores pilotos em toda a história do esporte e, até hoje, possui uma legião fiel de fãs ao redor do mundo.

## Carreira

### Superbike
Originalmente de Gold Coast, próximo a Brisbane, Doohan correu no campeonato de Superbike australiano no final dos anos 80, e também ganhou três corridas como convidado no Campeonato Mundial de Superbike, em 1988. Ele é um dos poucos campeões mundiais de 500cc ou MotoGP a vencer uma corrida de Superbike.

### 500cc
Ele fez sua corrida de estreia nas motos 500cc dois tempos pela Honda, em 1989. Em 1991 formou parceria com Wayne Gardner em uma Honda RVF750 e ganhou a corrida de enduro de 8 horas de Suzuka, no Japão. Doohan competiu com sucesso no começo dos anos 90 e aparecia como um franco favorito a vencer seu primeiro campeonato mundial de 500cc quando sofreu um grave acidente no final de semana do GP da Holanda, em 1992. Ele sofreu sérios danos permanentes na perna direita, correndo inclusive, o risco de amputação da perna. Nessa época, Doohan liderava o campeonato com 65 pontos, mas ficou impossibilitado de competir por 8 semanas após o acidente. Depois de uma árdua recuperação, Doohan voltou a correr nas últimas duas provas mas não conseguiu impedir o piloto da Yamaha, Wayne Rainey de conquistar seu terceiro título consecutivo.

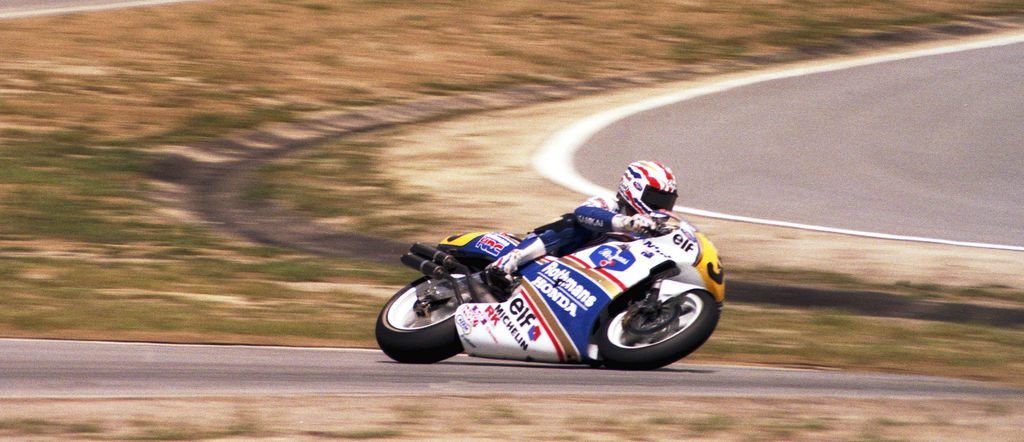
Michael Doohan no GP de Laguna Seca em 1990, no começo da carreira

Durante todo o ano de 1993, com muita aptidão com a moto e devido um impressionante esforço pessoal, Doohan levou a Honda a um nível das outras motos de elite da época, como Yamaha e Suzuki. Além disso, em 1994 ele venceu seu primeiro campeonato mundial de 500cc. Desde então até 1998 ele dominou a categoria, vencendo por cinco vezes consecutivas. Em 1997, sua temporada mais bem sucedida, Doohan venceu 12 das 15 corridas, terminando em segundo nas outras três provas.
Em junho de 1996 Doohan foi condecorado como Membro da Ordem Australiana por sua contribuição no esporte, com a motovelocidade.
Apesar de quase 8 rivais em motos praticamente idênticas à sua Honda, a superioridade de Doohan era evidente sobre eles. Em muitas corridas Doohan conseguia imprimir uma liderança confortável entre ele e o restante do grupo, chegando algumas vezes à casa dos 30 segundos ou mais (Doohan é dos poucos pilotos que impunham tamanha vantagem para o segundo colocado, quando na liderança), até a vitória. Além de um talento único que dava a ele uma larga vantagem sobre os demais, suas habilidades para ajustes com a suspensão e a geometria das motos de competição deixavam-lhe além dos outros pilotos que corressem com Hondas (particularmente seus parceiros de equipe), beneficiando ainda mais o que já estava se tornando quase impossível: melhorar sua performance. É largamente aceita a ideia de que o desenvolvimento da Honda durante os anos 90 (muito dessa parte devido a Doohan) ajudou a empresa a comandar as corridas durante vários anos. Na época de seu afastamento, a Honda já havia evoluido para uma máquina muito mais fácil de guiar do que todas as motos feitas até então.
Um traço notável na forma de pilotar do período após o acidente de Doohan foi o uso de um freio traseiro operado manualmente durante 1993. Vários comentaristas argumentaram que essa técnica oferecia a Doohan uma vantagem adicional nos controles de frenagem com a roda traseira, embora não houvesse nada que impedisse outros pilotos de tentar igualá-lo, e alguns até tentavam, mas sem sucesso.
Em 1999 Doohan sofreu outro acidente, desta vez nas qualificações. Ele novamente quebrou a perna e, subsequentemente, anunciou seu abandono dos circuitos mundiais.
Em todo o tempo que esteve na categoria das 500c seu engenheiro-chefe foi Jeremy Burgess, que após sua aposentadoria tornou-se o engenheiro-chefe de Valentino Rossi.

### Aposentadoria
Após sua aposentadoria, ele trabalhou como consultor para a Honda no motociclismo. No final da temporada de 2004, Doohan e Honda romperam sua parceria.
Mick casou com sua companheira de 11 anos, Selina Sines, em 21 de Março de 2006, em Hamilton Island, diante de 100 convidados. Mick e Selina têm duas crianças, Allexis e Jack, que foram padrinho-de-honra e dama-de-honra, respectivamente; enquanto isso o irmão de Mick, Colin, foi seu Padrinho.
Muitos dos atuais pilotos do MotoGP consideram Michael Doohan como uma inspiração, incluindo o campeão mundial de 2007 do MotoGP, Casey Stoner.

### Fórmula Um
Após seu sucesso no campeonato de motovelocidade, ele teve a chance de testar um carro de Fórmula 1, a Williams FW19 (1997), no Circuito da Catalunha, na Espanha, em abril de 1998. Apesar de ter feito tempos de voltas similares às suas motos de 500cc, ele achou o carro difícil de guiar e acabou batendo o carro contra um guard-rail.

## Estatísticas

### Por Temporada[1]
| Temp. | Cat.  | Moto         | Corridas | Vitórias | Pódios | Pole Position | Volta Mais Rápida | Pontos | Colocação |
| ----- | ----- | ------------ | -------- | -------- | ------ | ------------- | ----------------- | ------ | --------- |
| 1989  | 500cc | Honda NSR500 | 12       | 0        | 1      | 0             | 0                 | 81     | 9º        |
| 1990  | 500cc | Honda NSR500 | 15       | 1        | 5      | 3             | 2                 | 179    | 3º        |
| 1991  | 500cc | Honda NSR500 | 15       | 3        | 14     | 2             | 1                 | 224    | 2º        |
| 1992  | 500cc | Honda NSR500 | 9        | 5        | 7      | 6             | 5                 | 136    | 2º        |
| 1993  | 500cc | Honda NSR500 | 13       | 1        | 6      | 4             | 4                 | 156    | 4º        |
| 1994  | 500cc | Honda NSR500 | 14       | 9        | 14     | 6             | 7                 | 317    | Campeão   |
| 1995  | 500cc | Honda NSR500 | 13       | 7        | 10     | 9             | 7                 | 248    | Campeão   |
| 1996  | 500cc | Honda NSR500 | 15       | 8        | 12     | 8             | 4                 | 309    | Campeão   |
| 1997  | 500cc | Honda NSR500 | 15       | 12       | 14     | 12            | 11                | 340    | Campeão   |
| 1998  | 500cc | Honda NSR500 | 14       | 8        | 11     | 8             | 3                 | 260    | Campeão   |
| 1999  | 500cc | Honda NSR500 | 2        | 0        | 1      | 0             | 2                 | 33     | 17º       |
| Total | Total | Total        | 137      | 54       | 95     | 58            | 46                | 2283   | 5 títulos |